# Giovanni Scolari
Giovanni Scolari (1882-1956) est un illustrateur et auteur de bande dessinée italien. 

## Biographie
Après avoir travaillé durant plusieurs décennies dans la publicité et l'illustration de livres pour enfants, Scolari se lance dans la bande dessinée dans les années 1930 en collaborant au Il cartoccino dei piccoli (it) des éditions Cartoccino. En 1936, il entre chez Mondadori, pour qui il dessine son œuvre la plus célèbre, la série de science-fiction Saturno contre la Terra écrite par Federico Pedrocchi d'après une idée de Cesare Zavattini (1936-1946).
Plusieurs de ses histoires ont été traduites dans des périodiques français dès 1938.